# Calycellinopsis
Calycellinopsis is een monotypisch geslacht van schimmels uit de orde Helotiales. Het bevat alleen Calycellinopsis xishuangbanna dat voorkomt in China.